# Július Tóth
Július Tóth (* 6. května 1935 Zvolen) je slovenský podnikatel, bývalý politik, v letech 1992–1994 ministr financí Slovenska v druhé vládě Vladimíra Mečiara za Hnutí za demokratické Slovensko.

## Životopis
Roku 1960 absolvoval Hutnickou fakultu Vysoké školy technické v Košicích krátce pracoval v Třineckých železárnách a pak od roku 1961 dlouhodobě ve Východoslovenských železárnách. Zpočátku zde působil jako řadový zaměstnanec, postupně se stal náměstkem generálního ředitele. V roce 1970 byl jako stoupenec reformního křídla vyloučen z Komunistické strany Slovenska. Po sametové revoluci se stal členem představenstva Východoslovenských železáren.
V období červen 1992 – březen 1994 zastával post ministra financí SR v druhé vládě Vladimíra Mečiara. Po letech hodnotil zpětně své působení na postu ministra pozitivně: „Češi nám nedávali dlhú životnosť. Nechcem sa chváliť, no možno, keby v tom kresle bol niekto iný, boli by bližšie k pravde. Pri vzniku republiky sme mali devízové rezervy dvestopäťdesiat miliónov dolárov, pri mojom odchode z funkcie ich bolo desaťkrát viac.“ Na postu ministra řešil dělení československé federace i česko-slovenské měnové unie. Ministrem financí zůstal po celé funkční období.
V letech 1995–1996 byl prezidentem společnosti DMD Holding Trenčín sdružující zbrojní průmysl. Kvůli kontoverzím okolo pozadí této firmy na něj podal ministr Ľudovít Černák trestní oznámení, na což Tóth reagoval podáním trestního oznámení na Černáka. Spor byl nakonec urovnán mimosoudně. Tóth zastával také vedoucí pozice v košické Průmyslové bance a dalších firmách. Patří mezi nejbohatší obyvatele Košic. Zůstal členem HZDS. Ještě roku 2010 se pozitivně vyjadřuje o Vladimíru Mečiarovi. Měl tehdy ambici kandidovat na předsedu samosprávy Košického kraje, ale v krajských primárkách neuspěl. S manželkou Márií v roce 2010 plánovali založení vlastní poradenské firmy. Má dceru (profesorka na Technické univerzitě v Košicích) a syna (zaměstnanec košické pobočky NKÚ).